# Bárbara Trigueros
Bárbara Lizette Trigueros Becerra (Guadalajara; 14 de diciembre de 1977) es una política, historiadora y abogada mexicana, miembro del partido Movimiento Ciudadano. Es conocida por haber sido la primera presidente municipal mujer de Guadalajara tras haber sido designada a ocupar el puesto para sustituir a Ismael del Toro a partir del 1 de marzo de 2021.

## Biografía
Nació el 14 de diciembre de 1977 en la ciudad de Guadalajara en el estado mexicano de Jalisco.

### Trayectoria académica
Estudio la licenciatura en derecho y posteriormente una licenciatura en historia, ambas las curso en la Universidad de Guadalajara (UdeG). Tiene diplomados en Sistema Anticorrupción por la Auditoria Superior del Estado de Jalisco y en Diplomado Contabilidad Gubernamental por la Auditoría Superior de la Federación.

### Trayectoria laboral
Trabajo como auditora de la Auditoria Superior del Estado de Jalisco desde 2004 hasta 2006, como abogada investigadora en el Congreso del Estado de Jalisco desde 2006 hasta 2012 y después como Investigadora A en el Congreso del Estado de Jalisco desde 2012 hasta 2018.

### Gobierno municipal de Guadalajara
Desde 2018 fue elegida como Directora Jurídica del Ayuntamiento de Guadalajara designada por Ismael del Toro para el periodo de 2018 a 2021 y era regidora suplente. En 1 de marzo de 2021 fue elegida para ser alcaldesa interina por el pleno con 13 votos a favor, luego de que Ismael del Toro solicitó licencia al cargo para buscar la reelección en los comicios del 6 de junio, fue la primera presidente municipal mujer de Guadalajara destacando que es un momento significativo para las mujeres: «ser la primera alcaldesa de Guadalajara da muestra de la convicción que este gobierno tiene a favor de la igualdad de género y del respeto de nuestros derechos». El 16 de marzo de 2021, Ismael del Toro confirmó que declinaría la candidatura de reelección. Tras esto el 10 de abril de 2021 Ismael del Toro regreso por unas horas para solicitar licencia de nuevo y Eduardo Martínez Lomelí fue designado como nuevo presidente municipal y ella fue designada como sindica del Ayuntamiento de Guadalajara.